# Apatit
Az apatit a vízmentes foszfátok csoportjába tartozó ásványfaj. Pontos megnevezése fluor-apatit, megkülönböztetve ezzel az apatit-sor többi tagjától: a hidroxil-, a klór-, az oxi- és a karbonát-apatittól.
Az apatit név a görög apaté (απάτη: csalás, csel) szóból származik, mert sokféle színben megjelenik, ezért régen gyakran tévesztették össze a berillel és más ásványokkal.
2019-ben a 2020-as az év ásványa jelöltjei közé került, a barit és a turmalincsoport mellett.

## Megjelenési formái, genetikája
Kristályainak termete a keletkezési hőmérséklet függvényében változik. Magmából kristályosodva hosszú, tűs kristályként jelenik meg, míg alacsonyabb hőmérsékleteken oszlopos, hidrotermális hatásra pedig zömök és lapokban gazdag kristályok keletkeznek. Közönséges hőmérsékleten kriptokristályos kalcium-foszfát képződik.
Minden magmás kőzetben előfordul mellékes elegyrészként. Az egyedüli elsődleges foszforszolgáltató ásvány. Jelentősebb dúsulásai bázisos mélységi kőzetekben vannak, de ismertek önálló apatittelérek, illetve hidrotermás érctelepekhez köthető előfordulások is. A kirunai mágnesvasérctelep is jelentős mennyiségű finomszemcsés apatitot tartalmaz.
A másodlagos eredetű foszforit vaskos, finom rostos vagy szemcsés, földes külsejű Ca-foszfát. Főképp állati eredetű maradványok: csont, fog, madár- és denevérürülék (guanó) felhalmozódásával keletkezett.

## Ipari alkalmazásai
A foszforitot és a magmás apatittelepeket a műtrágyagyártáshoz használják fel.

## Rokon ásványfajok
- Vanadinit